# Nava de Ordunte
Nava de Ordunte, localidad burgalesa fronteriza con Vizcaya, también conocida como Nava, Nava de Mena o Ungo-Nava, es una entidad local menor, formada por seis barrios,
pertenece al Ayuntamiento de Valle de Mena, a la comarca de Las Merindades, y al partido judicial de Villarcayo,
en la provincia de Burgos, comunidad autónoma de Castilla y León (España).

## Geografía
En la vertiente cantábrica de la provincia, bañada por el río Cadagua y el río Ordunte, en la depresión entre la sierra de Ordunte al norte y los montes de La Peña al sur, donde se encuentra el Lugar de Importancia Comunitaria conocido como los Bosques del Valle de Mena; a 45 km de Villarcayo, cabeza de partido, 37 km de Bilbao y a 120 km de Burgos.
Comunicaciones: Junto a la carretera CL-629 donde circula la línea de autobuses de Burgos a Bilbao, con acceso por las carreteras locales BU-V-5547 y BU-V-5545. Estación de Ungo-Nava en el ferrocarril Bilbao La Robla.

## Situación administrativa
En las elecciones locales de 2015 correspondientes a esta entidad local menor concurre una sola candidatura encabezada por Juan Carlos Tercilla Ranero (PSOE), resultando reelegido como alcalde pedáneo.

## Demografía
En el censo de 1950 contaba con 104 habitantes, pasando a 131 en 2004 y 140 en 2007. Comprende las siguientes entidades de población:
- Las Campas, con 2 habitantes.
- Cereceda, con 17 habitantes.
- Nava, con 41 habitantes.
- Pantano, con 0 habitantes.
- Tarriba, con 45 habitantes.
- La Vega, con 16 habitantes.

## Historia
El 24 de junio se celebra la festividad de San Juan Bautista patrón de la localidad, compartido con el día de la Exaltación de la Santa Cruz, Dia de la Cruz, el 14 de septiembre.
Lugar en la Junta de Ordunte en el Valle de Mena, perteneciente al partido de Laredo, jurisdicción de realengo, con alcalde ordinario.
A la caída del Antiguo Régimen queda agregado al ayuntamiento constitucional de Valle de Mena, en el partido de Villarcayo perteneciente a la región de Castilla la Vieja.

## Patrimonio
En Nava la casona situada junto a la carretera y el puente sobre el río Cadagua.